# Rabasahain
Rabasahain is een bestuurslaag in het regentschap Belu van de provincie Oost-Nusa Tenggara, Indonesië. Rabasahain telt 917 inwoners (volkstelling 2010).